# Gymnangium africanum
Gymnangium africanum är en nässeldjursart som först beskrevs av Wilfrid Arthur Millard 1958.  Gymnangium africanum ingår i släktet Gymnangium och familjen Aglaopheniidae. Inga underarter finns listade i Catalogue of Life.